# Giuliano Palma

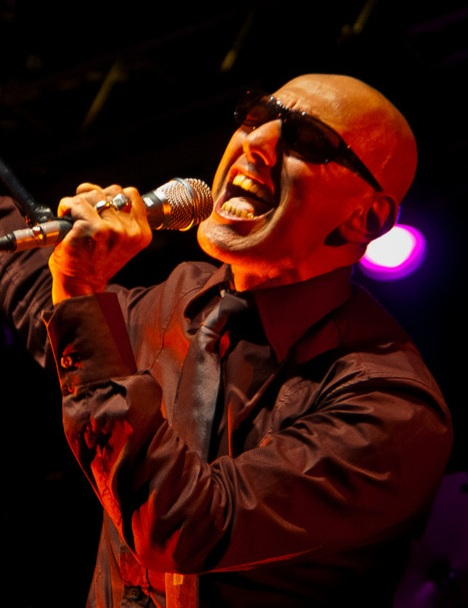
Giuliano Palma 2010

Giuliano Palma (* 2. Dezember 1965 in Mailand) ist ein italienischer Musiker, der vor allem als Teil der Gruppe Giuliano Palma & the Bluebeaters bekannt wurde.

## Karriere
Palma begann seine musikalische Karriere 1987 in der Gruppe Casino Royale, die sich in den Genres Reggae, Ska und Trip-Hop bewegte. 1993 arbeitete er mit der Ska-Gruppe Fratelli di Soledad zusammen und es entstand die Idee, eine Rocksteady-Supergroup unter dem Namen Giuliano Palma & the Bluebeaters zu bilden. Beteiligt waren auch Musiker der Gruppe Africa Unite. 1999 verließ Palma endgültig Casino Royale, um sich nur noch auf die Bluebeaters zu konzentrieren, die 1999 mit The Album debütierten. Nach dem Bluebeaters-Livealbum The Wonderful nahm Palma 2002 auch ein Soloalbum unter dem Titel G.P. (Gran Premio) auf.
Während er weiter (zumeist Cover-)Alben mit der Gruppe veröffentlichte und auf Tournee war, nahm Palma ab 2009 mehrere Duette auf, mit Nina Zilli, Melanie Fiona und Caro Emerald. Mit dem Rapsong P.E.S., bei dem Palma den Gesangspart übernahm, gelang Club Dogo 2012 ein Sommerhit. Nach einem Gastauftritt 2012 nahm Palma 2014 erstmals am Sanremo-Festival teil: Dort präsentierte er Un bacio crudele und Così lontano, mit letzterem erreichte er im Finale den elften Platz. Im Anschluss an das Festival erschien Palmas zweites Soloalbum Old Boy.
Die Bluebeaters machten ab 2013 ohne Giuliano Palma weiter. Er hingegen arbeitete mit Don Joe und mit Cris Cab zusammen und veröffentlichte 2015 sein nächstes Studioalbum Groovin’, das hauptsächlich Cover und einige Duette enthielt. Nach einem Wechsel von Universal zu Sony ließ er 2017 das Weihnachtsalbum Happy Christmas folgen.

## Diskografie

### Alben
| Jahr                             | Titel                    | Höchstplatzierung, Gesamtwochen, AuszeichnungChartsChartplatzierungen (Jahr, Titel, Platzierungen, Wochen, Auszeichnungen, Anmerkungen) | Anmerkungen                            |
| Jahr                             | Titel                    | IT | Anmerkungen                            |
| -------------------------------- | ------------------------ | --- | -------------------------------------- |
| Giuliano Palma & the Bluebeaters |                          | |                                        |
|                                  |                          | |                                        |
| 2001                             | The Album Universal      | IT47 (8 Wo.)IT |                                        |
| 2001                             | The Wonderful Live Sony  | IT40 (2 Wo.)IT |                                        |
| 2005                             | Long Playing Edel        | IT7 (26 Wo.)IT |                                        |
| 2007                             | Boogaloo Universal       | IT9 (46 Wo.)IT |                                        |
| 2009                             | Combo Universal          | IT28 (17 Wo.)IT |                                        |
| Giuliano Palma                   |                          | |                                        |
|                                  |                          | |                                        |
| 2002                             | G. P. (Gran Premio) Sony | IT22 (8 Wo.)IT |                                        |
| 2014                             | Old Boy Universal        | IT20 (6 Wo.)IT | Erstveröffentlichung: 20. Februar 2014 |
| 2016                             | Groovin’ Universal       | IT40 (3 Wo.)IT | Erstveröffentlichung: 1. Juli 2016     |

Weitere Alben
- 2017: Happy Christmas (Sony)

### Singles (Auswahl)
| Jahr                             | Titel Album                                                                         | Höchstplatzierung, Gesamtwochen, AuszeichnungChartsChartplatzierungen (Jahr, Titel, Album, Platzierungen, Wochen, Auszeichnungen, Anmerkungen) | Anmerkungen                                                                   |
| Jahr                             | Titel Album                                                                         | IT | Anmerkungen                                                                   |
| -------------------------------- | ----------------------------------------------------------------------------------- | --- | ----------------------------------------------------------------------------- |
| Giuliano Palma & the Bluebeaters |                                                                                     | |                                                                               |
|                                  |                                                                                     | |                                                                               |
| 2006                             | Come le viole Long Playing                                                          | IT42 (3 Wo.)IT |                                                                               |
| 2007                             | Tutta mia la città Boogaloo                                                         | IT28 (2 Wo.)IT | Original: Blackberry Way von The Move (erste italienische Version: Equipe 84) |
| 2009                             | Per una lira Combo                                                                  | IT42 (1 Wo.)IT | Original von I Ribelli                                                        |
| Giuliano Palma                   |                                                                                     | |                                                                               |
|                                  |                                                                                     | |                                                                               |
| 2011                             | (Vivere) Riviera Life Deleted Scenes from the Cutting Room Floor (Platinum Edition) | IT32 (12 Wo.)IT | Caro Emerald feat. Giuliano Palma                                             |
| 2012                             | P.E.S. Noi siamo il club                                                            | IT3 ×2Doppelplatin · (32 Wo.)IT | Club Dogo feat. Giuliano Palma                                                |
| 2013                             | Come ieri Old Boy                                                                   | IT63 (1 Wo.)IT |                                                                               |
| 2014                             | Così lontano Old Boy                                                                | IT43 (2 Wo.)IT |                                                                               |

## Belege
1. ↑  Chartquellen (Alben):
  - Guido Racca & Chartitalia: Top 100 FIMI Album. Lulu, 2013, S. 149 f.
  - Alben von Giuliano Palma. In: Italiancharts.com. Hung Medien, abgerufen am 17. Dezember 2019.
2. ↑  Archivio classifiche Top Singoli. FIMI, abgerufen am 17. Dezember 2019 (italienisch).

| Personendaten    | Personendaten         |
| ---------------- | --------------------- |
| NAME             | Palma, Giuliano       |
| KURZBESCHREIBUNG | italienischer Musiker |
| GEBURTSDATUM     | 2. Dezember 1965      |
| GEBURTSORT       | Mailand               |